# Guarino de Verona

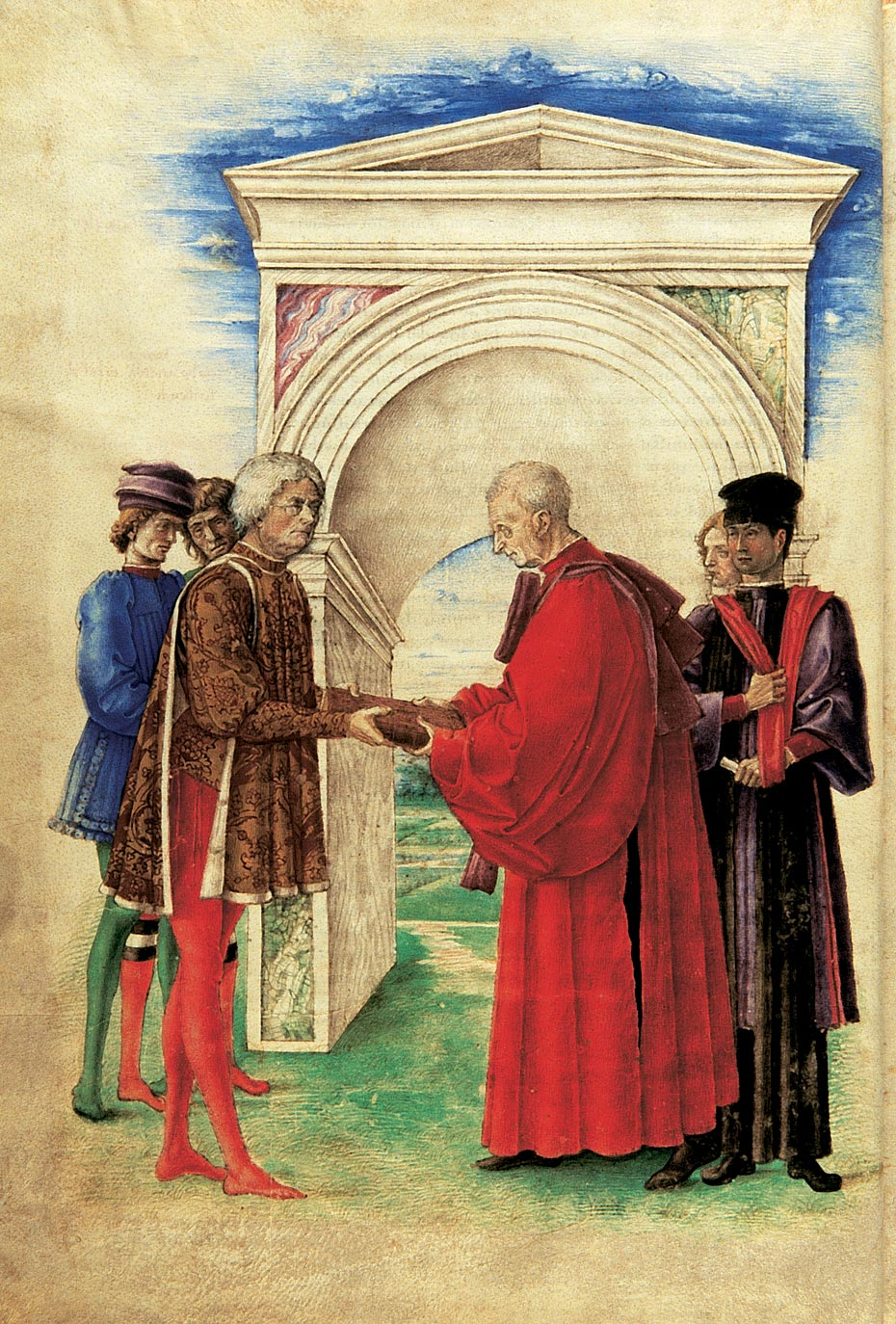
Guarino de Verona, presentant la traducció de la Geografia d'Estrabó

Guarino de Verona o Veronese (1370 - 14 de desembre de 1460) va ser una figura primerenca del Renaixement italià.
Va néixer a Verona, i estudià grec a Constantinoble, on visqué cinc anys sent deixeble de Manuel Crisolores. Tornà a Itàlia amb dues maletes plenes de valuosíssims manuscrits grecs que havia col·leccionat amb moltes penes. Es diu que el fet de perdre'n una en un naufragi li va saber tant greu que els seus cabells es van tornar grisos en una nit. Un cop a Itàlia es guanyà la vida com a professor de grec, primer a Verona i més tard a Venècia i Florència. El 1436, gràcies a Lionel, marquès d'Este, es convertí en professor d'aquesta llengua a Ferrara, i el 1438 fou el traductor dels grecs als concilis de Florència i Ferrara. En aquesta ciutat morí el 1460.
Les seves obres principals són traduccions d'Estrabó i part de les Vides de Plutarc, un compendi de la gramàtica grega de Crisolores i comentaris sobre Persius, Juvenal, Marc Valeri Marcial, Aristòtil i Ciceró.